# Husky Energy

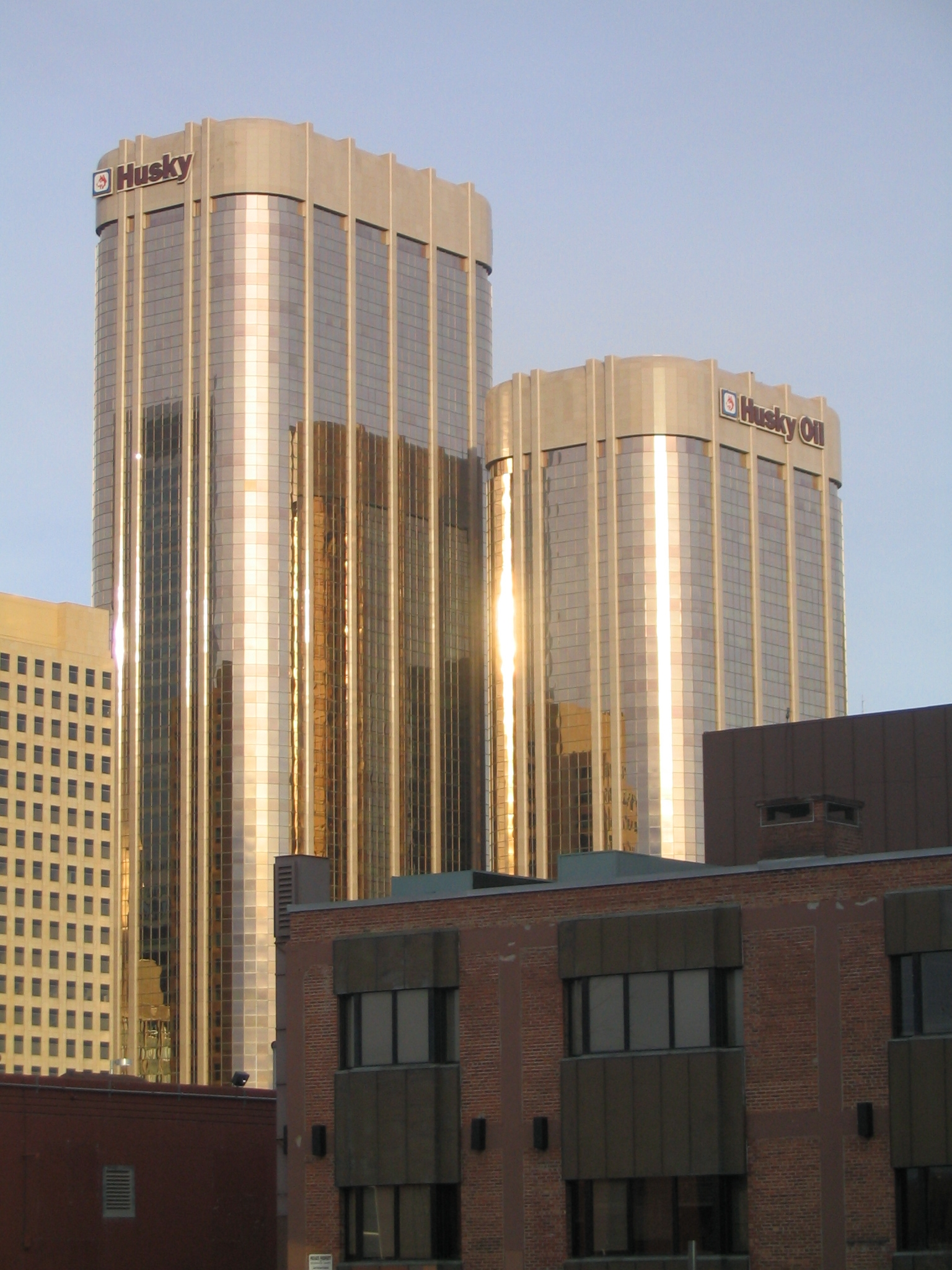
Firmensitz in Calgary, Alberta

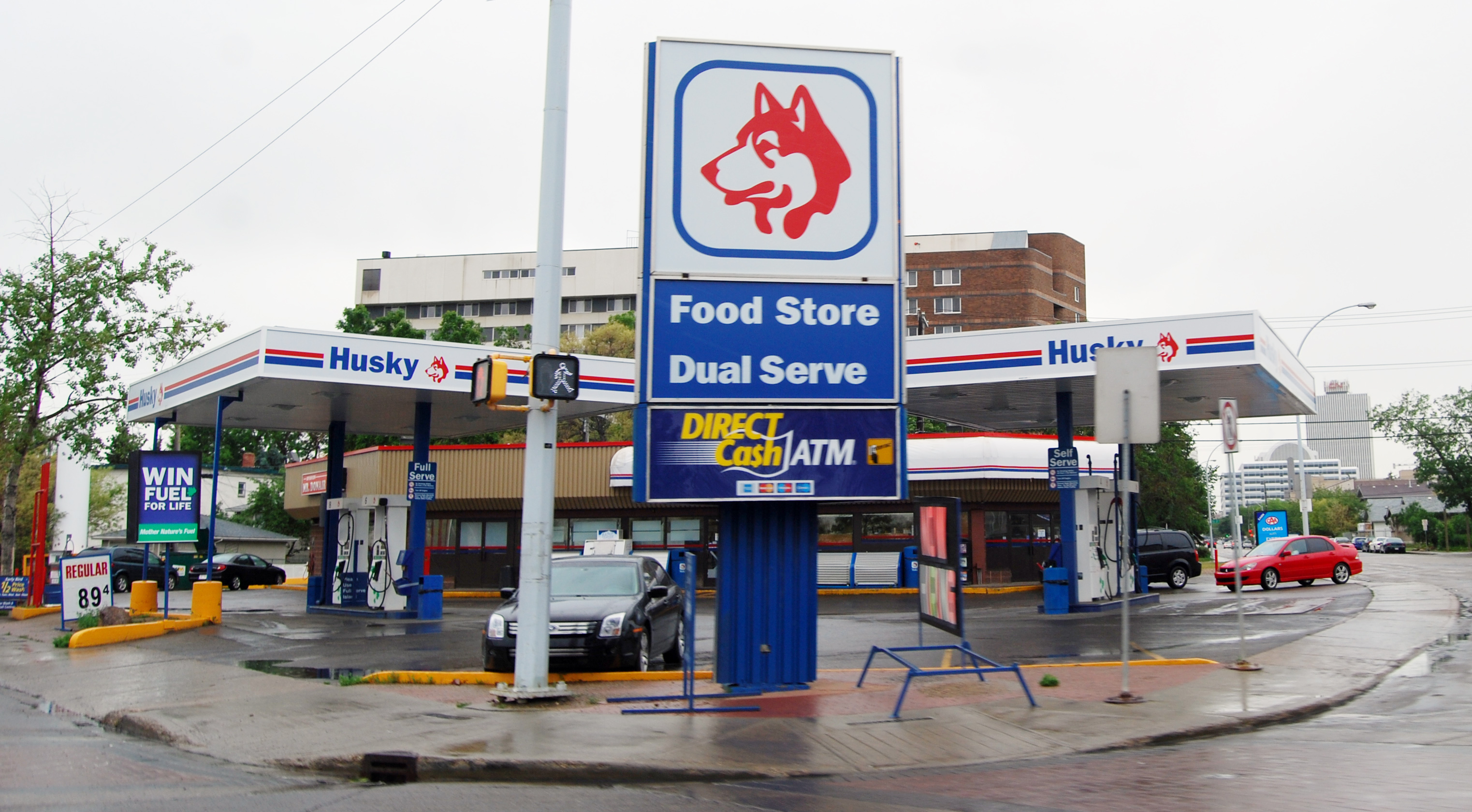
Tankstelle des Konzerns in Edmonton

Die Husky Energy Incorporation war ein kanadisches Unternehmen mit Firmensitz in Calgary, Kanada. Größter Anteilseigner war bis zur Übernahme durch Cenovus Energy das chinesische Unternehmen Hutchison Whampoa, bevor diese im Juni 2015 an die CK Hutchison Holdings übergeben wurde. 2014 waren rund 5800 Mitarbeiter im Unternehmen beschäftigt. Das Unternehmen förderte und verkaufte Erdöl- und Erdgasprodukte an seine Kunden. Das Unternehmen operierte vorwiegend in den Vereinigten Staaten, Kanada und China. Gegründet wurde das Unternehmen 1938 unter dem Firmennamen Husky Refining Company. Das Unternehmen produzierte 2012 rund 282.000 Barrel Erdöl täglich, es zählte zu den größten kanadischen Erdölunternehmen. Das Unternehmen war im Aktienindex S&P/TSX 60 gelistet.

## Geschichte
Das Unternehmen wurde im Jahre 1938 in Cody, Wyoming, USA., als Husky Refining Company von Glenn Nielsen gegründet. Die erste Erdölraffinerie entstand in Cody und eine zweite in Riverton, Wyoming. 1946 wurde die Riverton Raffinerie nach Lloydminster, Alberta, Kanada verlegt, um dort Asphalt und Schweröl herzustellen, die Produktion begann 1947. 1949 gab das Unternehmen seine ersten Aktien in Kanada aus, 1952 auch in den USA. Ein Jahr später wurden die kanadischen Konzernteile in eine Incorporated umgewandelt, die Aktien der Husky Oil and Refining Ltd. wurden in Kanada und den USA gehandelt. Das Unternehmen kaufte 1954 eine Raffinerie in Moose Jaw und zog nach Ontario. 1960 kaufte man die ausstehenden Aktien des US-amerikanischen Unternehmens. Beim Bau der neuen Konzernzentrale in Downtown Calgary und zur 100-Jahr-Feier Kanadas 1967 baute man den Husky Tower, einen 190 Meter hohen Fernsehturm, der später verkauft und in Calgary Tower umbenannt wurde. 1967 kaufte man auch die Frontier Refining Company, durch deren zwei Raffinerien die Verarbeitungskapazität des Unternehmens auf 45.000 Barrel pro Tag anstieg. Nach dem Kauf besaß man 1223 Tankstellen in den USA und 408 in Kanada. 1973 begann die Erkundung der Athabasca-Ölsande. Die Union Oil Company mit einer Raffinerie und 110 Tankstellen wurde 1976 übernommen.
NOVA Chemicals kaufte Husky 1978 auf, ein Jahr später überstieg der Umsatz des Unternehmens erstmals eine Milliarde US-Dollar. 1981 begann man mit Offshore-Erkundungen in der Beaufortsee und vor der Ostküste Kanadas. Eine neue Raffinerie mit Kapazitäten von 25.000 Barrel Verarbeitung pro Tag wurde 1983 in Lloydminster eingeweiht, 1984 folgte der Verkauf der US-amerikanischen Konzernteile inklusive des dortigen Tankstellennetzes. 1987 ging das Unternehmen in den Privatbesitz des Hongkonger Investors Li Ka-shing über. 1989 kaufte man Canterra Energy. Anfang der 1990er-Jahre gründete Husky Energy ein Joint Venture mit der kanadischen Regierung und den Provinzregierungen von Alberta und Saskatchewan, um weitere Ölsande zu erkunden. 1996 gründete man ein Joint Venture mit der China National Petroleum Corporation, um in der Volksrepublik China nach Öl zu suchen. Ende der 1990er-Jahre folgten weitere Übernahmen und Neugründungen, 1998 wurde das Tankstellennetz von Mohawk Oil übernommen. Mohawk blieb als Marke innerhalb des Unternehmens erhalten. 2000 ging man an die Toronto Stock Exchange. In den 2000er-Jahren begann man verstärkt auf Offshore-Förderung zu setzen, dazu wurden mehrere Floating Production Storage and Offloading Units (FPSO) angeschafft und vor den Küsten Kanadas und Chinas eingesetzt.
Am 25. Oktober wurde bekanntgegeben, dass Husky Energy von der kanadischen Ölgesellschaft Cenovus Energy übernommen wird. Die Übernahme wurde am 4. Januar 2021 abgeschlossen, das neue Unternehmen wird als Cenovus geführt.

## Tätigkeiten
Das Unternehmen besitzt Fördergebiete, in denen Bitumen, Öl und Gas gefördert wird. Dieses wurde in den eigenen Raffinerien weiterverarbeitet und später verkauft, teilweise durch das zum Konzern gehörende Tankstellennetz.

### Fördergebiete
Die hauptsächlichen Fördergebiete von Husky Energy liegen im Westen Kanadas, wo eine umfangreiche Produktion stattfindet. Bei Käufen in British Columbia und Alberta kann die bestehende Infrastruktur genutzt werden, um größeren Profit zu generieren.

#### Ölsandvorkommen
Die Ölsandvorkommen in Athabasca werden seit 1973 von Husky Energy erkundet, die unter den größten Eigentümer der Vorkommen sind. Das Unternehmen kontrolliert Ölsand mit einem Inhalt von über 50 Milliarden Barrel Erdöl. Die Lagerstätte Tucker wird abgebaut, Sunrise, Saleski und McMullen werden für die Förderung vorbereitet. In Tucker wurde 2006 mit der Förderung begonnen, hier wird Bitumen aus der Clearwater-Formation gewonnen. Die Lagerstätte Sunrise liegt etwa 60 Kilometer nordöstlich von Fort McMurray und enthält Reserven von 3,7 Milliarden Barrel Bitumen. Im Tagebau soll anfänglich 60.000 Barrel Bitumen pro Tag gefördert werden, später bis zu 200.000 Barrel pro Tag. Das erste Öl soll 2014 produziert werden, die Lebensdauer des Tagebaus wird auf 40 Jahre geschätzt. Die Lagerstätte Saleski liegt 130 Kilometer westlich von Fort McMurray, hier liegt Bitumen in den Grosmont-, Ireton- und Nisku-Formationen. Der kommerzielle Abbau sollte Ende der 2010er Jahre beginnen. Das Gebiet McMullen hat gemessene Reserven von 640 Millionen Barrel Bitumen, es wird durch Bohrungen erforscht und ein 3D-Modell gefertigt.

#### Offshore im Nordwestatlantik
Vor der Ostküste Kanadas hat Husky Energy mehrere Offshore-Lagerstätten die erkundet werden, hauptsächlich liegen diese im Jeanne-d’Arc-Becken vor Neufundland und der Labrador-Halbinsel. Das Ölfeld White Rose liegt im Osten des Jeanne-d’Arc-Beckens, etwa 350 Kilometer östlich von St. John’s. Zur Förderung und Lagerung des Öls wird die SeaRose FPSO verwendet. Die Anlagen unter Wasser sind zum Schutz vor Eisbergen in Gruben positioniert, wenn der Eisberg über den Meeresgrund schrammt werden die Anlagen nicht mitgerissen. Sechs Kilometer südwestlich von der Position der SeaRose FPSO befindet sich das North Amethyst-Feld. Es wurde 2006 entdeckt, im Mai 2010 begann die kommerzielle Erdölförderung. West White Rose liegt nahe White Rose und soll erkundet werden, um die Größe der Lagerstätte zu bestimmen. An dem Terra-Nova-Feld ist Husky Energy mit 13 Prozent beteiligt, es liegt rund 35 Kilometer südwestlich von White Rose in einer Tiefe von 91 bis 100 Meter. Weitere Erkundungen werden im Sydney-Becken zwischen Neufundland und Nova Scotia getätigt, auch an der Westküste der grönländischen Diskoinsel werden mehrere Gebiete untersucht.

#### Offshore im Westpazifik
Husky Energy besitzt mehrere Offshore-Gebiete im Südchinesischen Meer und vor der Ostküste Javas. Das Ölfeld Wenchang liegt vor der Mündung des Perlflusses, rund 400 Kilometer südwestlich von Hongkong. Die kommerzielle Förderung begann 2002, das Öl wird aus 30 Bohrlöchern in rund 100 Meter Wassertiefe zu einem zwischen ihnen stationiertem FPSO geleitet. Rund 300 Kilometer südöstlich von Hongkong liegt das Liwan Gas Project, welches aus mehreren Gasfeldern besteht. Das zuerst entdeckte Liwan-3-1-Feld liegt in tiefem Wasser und nutzt Unterwasserproduktionsanlagen, das Gas wird von dort durch Pipelines zu einer Plattform in flacherem Wasser und weiter zu einem Gaskraftwerk geleitet. Die kommerzielle Förderung soll Ende 2013 oder Anfang 2014 beginnen. Die beiden Felder Liuhua 34-2 und Liuhua 29-1 liegen in der Nähe von Liwan 3-1 und sollen die gleiche Infrastruktur nutzen. Beide sollen gleichzeitig mit Liwan 3-1 in Betrieb gehen. In Indonesien ist Husky Energy seit 1989 aktiv. Das Fördergebiet Madura-Straße liegt vor der Ostküste Javas und enthält mehrere Erdgasfelder. Der Beginn der kommerziellen Förderung in einem der Felder ist für 2014 geplant, das andere wird noch erkundet. Rund 300 Kilometer östlich des Fördergebiets Madura-Straße, vor der Insel Sumbawa, liegt ein weiteres Erdgasfeld das untersucht wird.

### Transport
Husky Energy besitzt ein gut 2000 Kilometer langes Pipelinesystem für Rohöl, die Leitungen führen von Saskatchewan und Alberta zur Raffinerie in Lloydminster. Von dort führen weitere Pipelines nach Hardisty, wo der Anschluss an weitere Leitungen in den Osten Kanadas und die USA erfolgt.

### Verarbeitungsanlagen
Die Raffinerie in Lloydminster verarbeitet Rohöl in schwefelarmes synthetisches Öl. Neben dem Endprodukt Diesel werden als Nebenprodukte Schwefel und Petrolkoks produziert, die an die chemische Industrie und als Brennstoff für Heizkessel und Zementöfen verkauft werden. In Lloydminster befindet sich auch eine Raffinerie die Asphalt produziert. Die Raffinerie in Prince George wurde 1967 gebaut, seit 1976 gehört sie zu Husky Energy. Das Rohöl wird hier zu ungebleitem Benzin, Diesel, Propan und Butan verarbeitet das später durch das konzerneigene Tankstellennetz vertrieben und an andere Tankstellenbetreiber verkauft wird. In den USA besitzt das Unternehmen zwei Raffinerien in Lima und Toledo. Die Raffinerie in Lima produziert leichtere Treibstoffe wie Benzin und Kerosin, der jährliche Ausstoß liegt bei zwei Milliarden Gallonen. In Toledo werden leichtere Treibstoffe und Gase produziert. In Westkanada besitzt Husky Energy auch zwei Ethanol produzierende Anlagen in Lloydminster und Minnedosa. Zusammen produzieren sie rund 260 Millionen Liter Ethanol pro Jahr aus gut 700.000 Tonnen nicht als Nahrungsmittel verwendbares Getreide. Das Ethanol wird später mit Benzin gemischt und durch Tankstellen verkauft.

Logo von Mohawk Gasoline

### Verkauf
Husky Energy besaß 2013 rund 500 Tankstellen in West- und Zentralkanada, die unter den Marken Husky und Mohawk betrieben werden. In den letzten Jahren wurden Tankstellen anderer Anbieter gekauft und unter eigenem Namen weitergeführt.

## Logo

1960–1975
1975–1979